# Angst (single)
"Angst" é um single da banda alemã de Neue Deutsche Härte, Rammstein que foi lançado no dia 26 de agosto de 2022, sendo o quarto single do oitavo álbum "Zeit".

## Antecedentes e videoclipe
Em 27 de abril de 2022, foi anunciado o teaser com a data de lançamento do vídeo, que foi lançado no mesmo dia do álbum Zeit, em 29 de abril. Após isso o single passou a ser contado como o terceiro do álbum Zeit, mesmo que ainda não houvesse um lançamento físico. Em 29 de julho, saiu a informação de que o single seria lançado em agosto.
O vídeo foi filmado entre os dias 2 e 4 de março na Black Box Music em Berlim, e foi dirigido por Robert Gwisdek. Foi lançado exclusivamente nos cinemas um dia antes do lançamento, sendo exibido em alguns cinemas ao redor do mundo.

## Lista de faixas
| N.º            | Título                        | Duração |  |
| 1.             | "Angst"                       | 3:44    |  |
| 2.             | "Angst" (Remix por twocolors) | 4:00    |  |
| Duração total: | Duração total:                | 7:44    |  |

## Histórico de lançamento
| Região                 | Data                 | Formatos                    | Gravadora                      | Número no catálogo | Ref.  |
| ---------------------- | -------------------- | --------------------------- | ------------------------------ | ------------------ | ----- |
| Mundo                  | 26 de agosto de 2022 | Download Digital, Streaming | Universal Music Vertigo Berlin | —                  | —     |
| União Europeia · Mundo | 26 de agosto de 2022 | CD                          | Universal Music Vertigo Berlin | 0602445727827      | [ 2 ] |
| União Europeia · Mundo | 26 de agosto de 2022 | 7-inch                      | Universal Music Vertigo Berlin | 0602445727834      | [ 3 ] |

## Desempenho nas paradas
| Paradas (2022)                        | Melhor posição |
| ------------------------------------- | -------------- |
| Alemanha (Offizielle Deutsche Charts) | 5              |
| Áustria (Ö3 Austria Top 75)           | 21             |
| Suíça (Schweizer Hitparade)           | 19             |
| Suécia (Sverigetopplistan)            | 71             |